# المدن (الحديدة)

تعديل مصدري - تعديل

المدن هي إحدى قرى الجمهورية اليمنية. تتبع محافظة الحديدة وإداريًا لمديرية زبيد، التابعة لمحافظة الحديدة اليمنية، بلغ تعداد سكانها 3471 نسمة حسب الإحصاء الذي أجري عام 2004.